# کوندوری (کوندسویوس)
کوندوری (به اسپانیایی: Condori) یک کوه در پرو است. کوندوری ۵٬۲۰۸ متر بالاتر از سطح دریا واقع شده‌است.